# James Tarjan
James Edward Tarjan é um jogador de xadrez dos Estados Unidos, com diversas participações nas Olimpíadas de xadrez. Tarjan participou de todas as edições entre 1974 e 1982 tendo conquistado em participações individuais duas medalhas de ouro nas edições de 1974 e 1978 no segundo tabuleiro reserva e no primeiro tabuleiro reserva, espectivamente, e uma medalha de bronze na edição 1982 no terceiro tabuleiro. Por equipes, conquistou a medalha de ouro em 1976 no quarto tabuleiro e três de bronze em 1974, 1978 e 1982 em diferentes posições de tabuleiro.